# Lemniscia michaudi
Lemniscia michaudi é uma espécie de gastrópode da família Hygromiidae.
É endémica de Portugal.
Os seus habitats naturais são: campos de gramíneas de clima temperado.
Está ameaçada por perda de habitat.